# Dicionário do Sueco da Finlândia
O Finlandssvensk ordbok (em português Dicionário do Sueco da Finlândia) é um dicionário finlandês em língua sueca, com foco nas palavras e expressões típicas da variante finlandesa da Língua Sueca – o Sueco da Finlândia.

## Ver tambèm
- Sueco da Finlândia
- Finlandismo
- Língua sueca